# ローレルリバー
ローレルリバー（Laurel River、2018年2月19日 - ）は、アメリカ合衆国生産・アラブ首長国連邦調教の競走馬。主な勝ち鞍は2024年のドバイワールドカップ、バージナハール、2022年のパットオブライエンステークス。

## 概要

### 2歳（2020年）
10月3日サンタアニタパーク競馬場の未勝利戦にてデビューを果たして5着。この年はこの1戦のみであった。

### 3歳（2021年）
4月3日サンタアニタパーク競馬場の未勝利戦にて初勝利を挙げる。
その後は5月15日のラサロバレラステークス(G3)に出走して2着。8月7日デルマー競馬場の条件戦を4着。9月6日デルマー競馬場の条件戦をフラヴィアン・プラを背に勝利して2勝目を挙げた。

### 4歳（2022年）～5歳（2023年）
7月31日デルマー競馬場の条件戦をジョアン・J・ヘルナンデスを背に勝利。年を跨いで連勝とする。
8月27日のパットオブライエンステークス(G2)には4番人気で出走。4番手の追走から直線で先行馬2頭の間から抜け出すと、そのまま差を広げて3馬身3/4差で完勝。グレード競走初制覇を果たした。
その後は11月5日のブリーダーズカップ・ダートマイル(G1)に出走予定だったが出走取消となり、長期休養に入った。

### 6歳（2024年）
アラブ首長国連邦に移籍し、タイグ・オシェアと組んで1月26日のアルシンダガスプリント(G3)から始動するも7着に敗れる。
続いて出走した3月2日のバージナハール(G3)では、先行争いから2ハロン目の地点にで先頭に立ち第3コーナーから徐々に後続との差を広げていき直線では独走状態。叩き2戦目6馬身3/4差での圧勝としてグループ競走2勝目を挙げた。
3月30日のドバイワールドカップ(G1)ではJRAオッズで6番人気の支持を受けて出走。持ち前の速さを活かして大外枠から難なくハナを取り切って逃げの体制。緩めることなく淡々とペースを刻んで後続11頭を牽引。2番手のディファンデッドと共にドゥラエレーデら3番手以下に7馬身差もの差を付ける。第3コーナーでディファンデッドが遅れ始めて独走状態となって直線へと侵入。直線に入っても後続勢は差を詰めることができず、残り200mのところで重心が高くなるも、追いかけようとするドゥラエレーデは更に厳しい状態。ドゥラエレーデも交わして追い上げるウシュバテソーロとセニョールバスカドールの2着争いを尻目にゴール。2着ウシュバテソーロに影さえも踏ませない8馬身半差の圧勝でG1初制覇を果たした。

## 血統表
| ローレルリバーの血統         | ローレルリバーの血統                   | ローレルリバーの血統                   | （血統表の出典）                       | （血統表の出典） |
| 父系                         | ストームキャット系（ストームバード系） | ストームキャット系（ストームバード系） | ストームキャット系（ストームバード系） | [ § 2 ]          |
| 父 Into Mischief 黒鹿毛 2005 | 父の父Harlan's Holiday 鹿毛 1999       | Harlan                                 | Storm Cat                              | Storm Cat        |
| 父 Into Mischief 黒鹿毛 2005 | 父の父Harlan's Holiday 鹿毛 1999       | Harlan                                 | Country Romance                        |                  |
| 父 Into Mischief 黒鹿毛 2005 | 父の父Harlan's Holiday 鹿毛 1999       | Christmas in Aiken                     | Affirmed                               | Affirmed         |
| 父 Into Mischief 黒鹿毛 2005 | 父の父Harlan's Holiday 鹿毛 1999       | Christmas in Aiken                     | Dowager                                |                  |
| 父 Into Mischief 黒鹿毛 2005 | 父の母Leslie's Lady 鹿毛 1996          | Tricky Creek                           | Clever Trick                           | Clever Trick     |
| 父 Into Mischief 黒鹿毛 2005 | 父の母Leslie's Lady 鹿毛 1996          | Tricky Creek                           | Battle Creek Girl                      |                  |
| 父 Into Mischief 黒鹿毛 2005 | 父の母Leslie's Lady 鹿毛 1996          | Crystal Lady                           | Stop the Music                         | Stop the Music   |
| 父 Into Mischief 黒鹿毛 2005 | 父の母Leslie's Lady 鹿毛 1996          | Crystal Lady                           | One Last Bird                          |                  |
| 母 Calm Water 鹿毛 2011      | 母の父*エンパイアメーカー 黒鹿毛 2000  | Unbridled                              | Fappiano                               | Fappiano         |
| 母 Calm Water 鹿毛 2011      | 母の父*エンパイアメーカー 黒鹿毛 2000  | Unbridled                              | Gana Facil                             |                  |
| 母 Calm Water 鹿毛 2011      | 母の父*エンパイアメーカー 黒鹿毛 2000  | Toussaud                               | El Gran Senor                          | El Gran Senor    |
| 母 Calm Water 鹿毛 2011      | 母の父*エンパイアメーカー 黒鹿毛 2000  | Toussaud                               | Image Of Reality                       |                  |
| 母 Calm Water 鹿毛 2011      | 母の母Soothing Touch 鹿毛 2004         | Touch Gold                             | Deputy Minister                        | Deputy Minister  |
| 母 Calm Water 鹿毛 2011      | 母の母Soothing Touch 鹿毛 2004         | Touch Gold                             | Passing Mood                           |                  |
| 母 Calm Water 鹿毛 2011      | 母の母Soothing Touch 鹿毛 2004         | Glia                                   | A.P. Indy                              | A.P. Indy        |
| 母 Calm Water 鹿毛 2011      | 母の母Soothing Touch 鹿毛 2004         | Glia                                   | Coup De Genie                          |                  |
| 母系(F-No.)                  | Emma(FN:2-d)                           | Emma(FN:2-d)                           | Emma(FN:2-d)                           | [ § 3 ]          |
| 5代内の近親交配              | Mr. Prospector：M5×M5                  | Mr. Prospector：M5×M5                  | Mr. Prospector：M5×M5                  | [ § 4 ]          |
| 出典                         | 1. 2. 3. 4.                            | 1. 2. 3. 4.                            | 1. 2. 3. 4.                            | 1. 2. 3. 4.      |

- 主な近親にバゴ、ファンディーナ、ナムラクレアなど。詳細はアルマームード#おもな牝系図を参照。